# Лайош Луц
Лайош Луц (угор. Lutz Lajos, 4 жовтня 1900 — 4 травня 1971) — угорський футболіст, що грав на позиції півзахисника.
Відомий виступами, зокрема, за клуби «Уйпешт» і «Керюлеті», а також національну збірну Угорщини.

## Клубна кар'єра
У складі «Уйпешт» дебютував у сезоні 1926–1927 і грав до завершення сезону 1928–1929. З командою ставав срібним призером чемпіонату Угорщини і двічі бронзовим призером. Фіналіст Кубка Угорщини 1927 року, коли «Уйпешт» у вирішальному матчі поступився «Ференцварошу» з рахунком 0:3.
У 1927 році був учасником двох чвертьфінальних матчів кубка Мітропи, у яких «Уйпешт» за сумою двох поєдинків поступився празькій «Славії» — 0:4, 2:2. Загалом у складі «Уйпешта» зіграв у чемпіонаті 50 матчів.
З 1929 по 1936 рік грав у команді «Керюлеті». Переможець кубка Угорщини 1931 року, коли «Керюлеті» несподівано переміг «Ференцварош» з рахунком 4:1 і став вперше в історії володарем трофею. У чемпіонаті двічі з командою досягав високого четвертого місця у 1930 і 1933 роках.
Завершував кар'єру гравця у клубі «Будаї 11». Загалом у чемпіонаті Угорщини зіграв 219 матчів і забив 2 голи, заробив 9 вилучень.

## Виступи за збірну
10 квітня 1927 року дебютував в офіційних матчах у складі національної збірної Угорщини в грі проти збірної Австрії (0:6). Загалом зіграв у складі головної команди країни 4 матчі у 1927—1932 роках, одного разу був капітаном збірної.
Також у 1931—1932 роках зіграв 4 неофіційних матчі за збірну проти збірних Греції (4:2), Туреччини (4:1 і 2:1) і Болгарії (1:1).

## Тренерська кар'єра
У 1943 році працював тренером у клубі «Уйпешт». Загалом керував командою у 24 матчах.

## Досягнення
- Срібний призер чемпіонату Угорщини: (1)

«Уйпешт»: 1926–1927
- Бронзовий призер чемпіонату Угорщини: (2)

«Уйпешт»: 1927–1928, 1928–1929
- Володар кубка Угорщини: (1)

«Керюлеті»: 1931
- Фіналіст кубка Угорщини: (1)

«Уйпешт»: 1927
| Дата       | Місто    | Господарі | Результат | Гості     | Турнір           | Голи | Примітки        |
| ---------- | -------- | --------- | --------- | --------- | ---------------- | ---- | --------------- |
| 10/04/1927 | Відень   | Австрія   | 6 – 0     | Угорщина  | товариський матч | -    |                 |
| 25/03/1928 | Будапешт | Угорщина  | 2 – 1     | Югославія | товариський матч | -    |                 |
| 21/05/1931 | Белград  | Югославія | 3 – 2     | Угорщина  | товариський матч | -    |                 |
| 27/11/1932 | Турин    | Італія    | 4 – 2     | Угорщина  | товариський матч | -    | Капітан команди |
| Усього     |          | Матчів    | 4         |           | Голів            | 0    |                 |